# نيلوكا إكاناياكي
نيلوكا إكاناياكي (بالإنجليزية: Niluka Ekanayake)‏ هي سياسية ومنجمة سريلانكية. تم تعيينها من قِبل الرئيس مايتريبالا سيريسينا بين 17 مارس 2016 و11 أبريل 2018 لتكون الحاكمة العاشرة للمقاطعة الوسطى. تم تعيينها أيضًا في منصب الحاكمة التاسعة لمقاطعة ساباراغاموا من 12 أبريل 2018 إلى 31 ديسمبر 2018. في يناير 2019، تم تعيينها في 09 يناير 2019 كرئيسة مجلس إدارة شركة الأخشاب الحكومية.
تعتبر إكاناياكي أول شخص من المثليين والمثليات ومزدوجي التوجه الجنسي والمتحولين جنسيا وأول امرأة متحولة جنسيا تشغل منصب الحاكم في مقاطعة سريلانكية، كما تعتبر أول شخص متحول جنسيًا يرأس حكومة في العالم.